# Málnásy Tivadar
Barátosi Málnásy Tivadar (Moldvahosszúmező, 1894. július 24. – Kaposvár, 1967. január 23.) magyar újságíró, műfordító, regényíró.

## Életútja, munkássága
Málnásy József és Gyura Mária fiaként született. Középiskolát a kolozsvári Római Katolikus Főgimnáziumban, felső kereskedelmi akadémiát Bécsben és Londonban végzett. Végigküzdte az első világháborút (1914-18), majd a trieszti Roth és Willfort cég alkalmazottja (1918-26). Budapesten tőzsdeirodát nyitott (1926-33). Kolozsváron a Keleti Újság külpolitikai rovatvezetője (1935-44). Gyallay-Pap Sándorral és Walter Gyulával együtt a kolozsvári Széphalom társszerkesztője (1940). Felesége Fekker Anna volt, akivel 1930-ban kötött házasságot Kolozsváron.
Halálát keringési elégtelenség okozta 1967-ben.

## Fordítása
- Arthur Conan Doyle: Tűz körüli történetek (Kolozsvár, 1925).

## Kötetei
- A kis pont (A Magyar Ifjúság Könyvtára 10. Kolozsvár, 1927);
- Ruha teszi az embert (2. kiadás, Erdélyi Könyvbarátok Társasága 6. kiadványa, Kolozsvár, 1937)

## Társasági tagság
- Pázmány Péter Társaság